# 行为科学高等研究中心
行为科学高等研究中心 (英語：Center for Advanced Study in the Behavioral Sciences) 是斯坦福大学的一所跨学科高等研究院。

## 历史
1954年由福特基金会创建，旨在给科学家和学者提供博士后研究行为科学项目，包括五类主要分支人类学，经济学，政治科学，心理学和社会学。
它是一些高等研究院 (SIAS)成员之一，占地面积19,600平方英尺（1,820平方）。早些年学者选拔属于邀请制，只有在职学者才可以邀请新学者入会，2007年之后研究中心向所有学者开放申请。2008年正式变成斯坦福大学一部分。